# Fanny Hoarau
Pour les articles homonymes, voir Hoarau.
Fanny Hoarau, née le 6 juillet 1994 au Port à La Réunion, est une footballeuse française évoluant au poste de défenseure au RC Strasbourg

## Biographie
Née à La Réunion, Fanny Hoarau commence le football à l'âge de 6 ans et demi. À 9 ans, elle rejoint l'AS Éperon, avec les garçons, pendant 3 ans, avant, à 12 ans, d'intégrer l'équipe féminine pour 3 saisons. Elle évolue ensuite au club de Saint-Pierroise à l'âge de 15 ans.

### Carrière en club
Hoarau quitte l'île et sa famille à l'âge de 16 ans pour rejoindre le pôle espoir de Strasbourg. Elle débute au CS Mars Bischheim, une saison, puis rejoint le FC Vendenheim.
Après quatre ans en Alsace dont deux en première division et deux en deuxième, Fanny Hoarau rejoint en juin 2014 le Rodez Aveyron Football pour notamment retrouver la D1. En 2018, après quatre saisons à Rodez, elle rejoint l'En avant Guingamp.
À l'été 2020, faute d'un accord pour une prolongation à Guingamp, elle signe au FC Nantes, club qui évolue en D2 mais qui a l'ambition de rapidement découvrir l'élite.
A la fin de la saison 2020/2021, à la suite d'un championnat saccadé par l'épidémie de COVID et seulement 6 matchs joués, et une saison annulée, Fanny Hoarau rejoint dans l'été 2021 Le HAC pensionnaire de D2, relégué la saison précédente de D1 Arkema. 
Avec la même ambition pour le club de retrouver l'élite rapidement.

### Carrière en sélection
Fanny Hoarau remporte avec l'équipe de France des moins des 20 ans la médaille de bronze de la Coupe du monde au Canada en septembre 2014. À l'été 2015, elle obtient le titre de championne du monde universitaire en Corée du Sud avec la France, ainsi que la médaille d'or aux Jeux des îles de l'océan Indien avec la sélection de La Réunion. Elle connaît ensuite quatre sélections en équipe de France B à l'occasion notamment de l'Istria Cup (en) en Croatie.
Réserviste de l'Armée de terre, Fanny Hoarau est appelée en 2018 en équipe de France militaire pour disputer la Coupe du monde militaire aux États-Unis,.

## Palmarès

### En sélection
France -20 ans
- Coupe du monde féminine U20
  - Médaille de bronze : 2014

## Statistiques
| Saison                | Club                  | Championnat           | Championnat | Championnat | Coupe(s) nationale(s) | Coupe(s) nationale(s) | Total | Total |
| Saison                | Club                  | Division              | M.          | B.          | M.                    | B.                    | M.    | B.    |
| 2010-2011             | CS Mars Bischheim     | Division 2            | 18          | 2           |                       |                       | 18    | 2     |
| Sous-total            | Sous-total            | Sous-total            | 18          | 2           |                       |                       | 18    | 2     |
| 2011-2012             | FC Vendenheim         | Division 1            | 5           | 0           |                       |                       | 5     | 0     |
| 2011-2012             | FC Vendenheim         | CNF U19               | 13          | 4           |                       |                       | 13    | 4     |
| 2012-2013             | FC Vendenheim         | Division 1            | 19          | 0           | 3                     | 0                     | 22    | 0     |
| 2012-2013             | FC Vendenheim         | CNF U19               | 4           | 0           |                       |                       | 4     | 0     |
| 2013-2014             | FC Vendenheim         | Division 2            | 22          | 5           | 1                     | 0                     | 23    | 5     |
| Sous-total            | Sous-total            | Sous-total            | 46          | 5           | 4                     | 0                     | 50    | 5     |
| 2014-2015             | Rodez AF              | Division 1            | 17          | 0           | 2                     | 0                     | 19    | 0     |
| 2015-2016             | Rodez AF              | Division 1            | 20          | 0           | 4                     | 0                     | 24    | 0     |
| 2016-2017             | Rodez AF              | Division 1            | 18          | 0           | 4                     | 0                     | 22    | 0     |
| 2017-2018             | Rodez AF              | Division 1            | 16          | 0           | 2                     | 0                     | 18    | 0     |
| Sous-total            | Sous-total            | Sous-total            | 71          | 0           | 12                    | 0                     | 83    | 0     |
| 2018-2019             | EA Guingamp           | Division 1            | 21          | 0           | 2                     | 0                     | 23    | 0     |
| 2019-2020             | EA Guingamp           | Division 1            | 15          | 0           | 3                     | 0                     | 18    | 0     |
| Sous-total            | Sous-total            | Sous-total            | 36          | 0           | 5                     | 0                     | 41    | 0     |
| 2020-2021             | FC Nantes             | Division 2            | 6           | 0           | 0                     | 0                     | 6     | 0     |
| Sous-total            | Sous-total            | Sous-total            | 6           | 0           | 0                     | 0                     | 6     | 0     |
| 2021-2022             | Havre AC              | Division 2            | 19          | 1           | 0                     | 0                     | 19    | 1     |
| Sous-total            | Sous-total            | Sous-total            | 19          | 1           | 0                     | 0                     | 19    | 1     |
| 2022-2023             | Havre AC              | Division 1            | 17          | 0           | 2                     | 0                     | 19    | 0     |
| Sous-total            | Sous-total            | Sous-total            | 17          | 0           | 2                     | 0                     | 19    | 0     |
| Total sur la carrière | Total sur la carrière | Total sur la carrière | 230         | 12          | 23                    | 0                     | 253   | 12    |